# Rörik von Dorestad

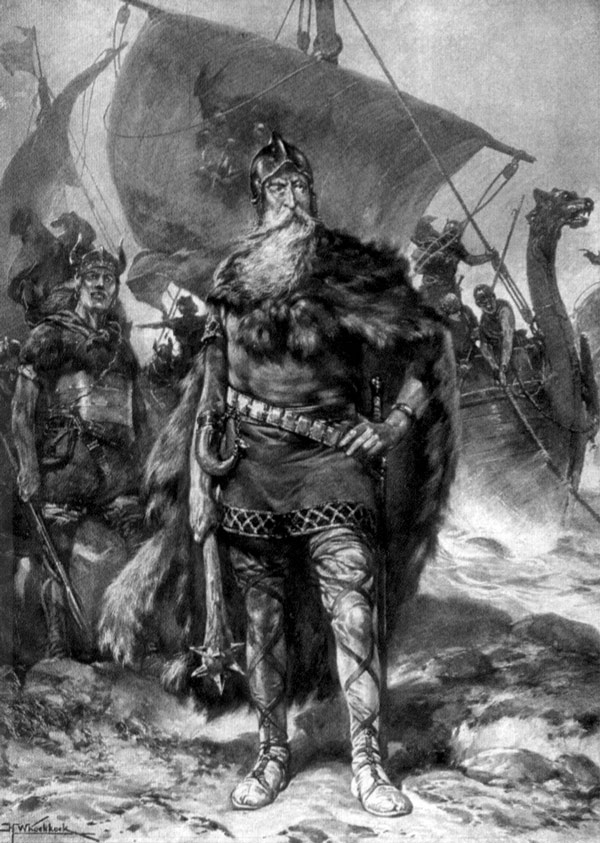
Rörik (Porträt von H. W. Koekkoek, 1912)

Rörik von Dorestad oder Hrørek (* um 820; † nach 873) war ein aus Jütland stammender Wikingerfürst, der zwischen 841 und 873 über verschiedene Gebiete in Friesland herrschte. Er war ein Sohn des Hemming Halfdansson, der 837 auf Walcheren fiel, und ein Neffe des 827 aus Dänemark vertriebenen Königs Harald Klak.

## Leben
Rörik und sein Bruder Harald waren, wie die meisten Mitglieder ihrer Familie, von Horik I. und dessen Brüdern im Verlaufe blutiger Machtkämpfe aus Dänemark vertrieben worden und hatten im Frankenreich Aufnahme gefunden. Harald war dabei schon 826, zusammen mit Harald Klak und dessen Gefolge, in Mainz getauft worden. Ihr Vater Hemming, der mehrere Jahre als Geisel am fränkischen Hof gelebt hatte, erhielt, wohl ebenfalls schon 826, die Insel Walcheren von Kaiser Ludwig dem Frommen als Lehen, und die Brüder machten sich von dort aus durch Raubzüge im Nordseebereich einen Namen. Nach dem Tod Hemmings 837 konnten seine Söhne in den folgenden Jahren ihren Machtbereich in Friesland erweitern, insbesondere im Verlauf der karolingischen Bruderkriege (840–842), als sie von Lothar I. zusätzliche Lehen in Friesland als Preis für ihre Unterstützung erhielten, darunter auch den wichtigen Handelsplatz Dorestad. Rörik nutze nunmehr vor allem die Insel Wieringen als Basis für seine Raids, während Harald von Walcheren aus operierte.
Harald fiel um 842 oder bald danach als Gefolgsmann Lothars, und schon kurz darauf wurde Rörik, der jüngere der beiden, (wohl ohne Berechtigung) des Verrats bezichtigt und musste ins Ostfrankenreich fliehen. Um die gleiche Zeit verließ auch Harald Klaks Sohn Gottfried in Unfrieden den Hof Kaiser Lothars, der sein Taufpate gewesen war und in dessen Gefolge er seit 826 gedient hatte. Er verbündete sich mit seinem Vetter Rörik, und gemeinsam verbreiteten sie durch zahlreiche Raubzüge Angst und Schrecken in Friesland, Flandern und Nordfrankreich. Nachdem sie 850 sowohl Dorestad als auch Utrecht erobert hatten, sah sich Kaiser Lothar gezwungen, Rörik die Herrschaft über fast ganz Friesland zu übertragen. Damit bekam Rörik auch de jure, was er de facto schon längst besaß.
Nach dem Tod von König Horik I. 854 versuchten Rörik und Gottfried, der von 850 bis 854 auf eigene Faust Raubzüge in Friesland, dem Niederrheingebiet und Nordfrankreich durchgeführt hatte, in einem erneut ausbrechenden Erbfolgekrieg vergeblich, die Herrschaft in Dänemark zu erlangen. Gottfried starb oder fiel wohl in dieser Zeit, denn er verschwindet danach aus der Geschichtsschreibung. 857 zog Rörik, ermuntert durch Lothar I., ein weiteres Mal nach Dänemark, wo er Horik II. zwang, ihm die Herrschaft über Haithabu und das Gebiet nördlich der Eider abzutreten. Da jedoch seine Abwesenheit von Friesland durch andere Wikinger zur Plünderung von Dorestad genutzt worden war, gab er seine Gewinne in Jütland auf und ging zurück nach Friesland.
Als 863 eine neue Flotte von Wikingerschiffen rheinaufwärts segelte, ging das Gerücht um, Rörik habe sie dazu ermutigt, nach Xanten, jenseits seines eigenen Herrschaftsgebiets, zu fahren. Daraufhin schrieb Erzbischof Hinkmar von Reims an Bischof Hunger von Utrecht, er solle Rörik eine gebührende Buße auferlegen, sollte sich dieses Gerücht bestätigen. An Rörik selbst schrieb der Erzbischof, er solle unter keinen Umständen den Grafen Balduin von Flandern aufnehmen, der im Jahre zuvor Judith, die Tochter des westfränkischen Königs und späteren Kaisers Karl des Kahlen und Witwe der Könige Æthelwulf († 858) und Æthelbald († 860) von Wessex, entführt hatte. (Balduin heirate Judith Ende 863.) Aus diesen Briefen wird geschlossen, dass Rörik sich Anfang der 860er hatte taufen lassen.
867, als viele seiner eigenen Leute mit dem Großen Heidnischen Heer in England waren, kam es zu einem Aufstand der Cokingi, der friesischen Seeleute und Bootsbauer, die auf den von ihm genutzten friesischen Schiffen, Vorläufern der Kogge, Dienst taten. Es gelang Rörik jedoch schon bald, die Erhebung niederzuschlagen.
Als Folge des Vertrags von Meersen im August 870 wurde das Herrschaftsgebiet Röriks zwischen den Reichen Karls des Kahlen und Ludwigs des Deutschen geteilt, und Rörik wurde damit beider Lehnsmann. Er ist letztmals im Jahre 873 bekundet, als er Ludwig dem Deutschen den Lehnseid schwor. Er muss spätestens 882 bereits tot gewesen sein, als seine Lande an Gottfried von Friesland gegeben wurden.